# Inline-Speedskating-Weltmeisterschaften 2013
Die Inline-Speedskating-Weltmeisterschaften fanden vom 21. bis 31. August 2013 im belgischen Ostende statt. Die erfolgreichsten Teilnehmer waren mit jeweils 4 Goldmedaillen Francesca Lollobrigida und Jercy Puello bei den Frauen sowie Bart Swings bei den Herren.

## Frauen
| Distanz              | Gold                                                            | Silber                                                   | Bronze                                                     |
| Bahn                 | Bahn                                                            | Bahn                                                     | Bahn                                                       |
| -------------------- | --------------------------------------------------------------- | -------------------------------------------------------- | ---------------------------------------------------------- |
| 300 m Einzelsprint   | Jercy Puello                                                    | Maria Jose Moya                                          | Paola Segura                                               |
| 500 m Sprint         | Paola Segura                                                    | Jercy Puello                                             | Erin Jackson                                               |
| 1000 m Sprint        | Paola Serrano                                                   | Huang Yu Ting                                            | Francesca Lollobrigida                                     |
| 10000 m Punkte-Auss. | Yang Ho Chen                                                    | Guo Dan                                                  | Francesca Lollobrigida                                     |
| 15000 m Ausscheidung | Francesca Lollobrigida                                          | Guo Dan                                                  | Sindy Cortez                                               |
| 3000 m Staffel       | Kolumbien Paola Serrano Paola Segura Luisa Agudelo Jercy Puello | Taiwan Li Meng-chu Yang Ho-chen Liu Fu-jen Huang Yu-ting | Volksrepublik China Dan Guo Cui Xuemiao Li Lisha           |
| Straße               |                                                                 |                                                          |                                                            |
| 200 m Einzelsprint   | Jercy Puello                                                    | Erika Zanetti                                            | Maria Jose Moya                                            |
| 500 m Sprint         | Jercy Puello                                                    | Manon Kamminga                                           | Erika Zanetti                                              |
| 10000 m Punkte       | Francesca Lollobrigida                                          | Guo Dan                                                  | Yang Ho Chen                                               |
| 20000 m Ausscheidung | Francesca Lollobrigida                                          | Guo Dan                                                  | Sindy Cortez                                               |
| 5000 m Staffel       | Taiwan Li Meng Chu Yang Ho Chen Liu Fu Jen                      | Volksrepublik China Guo Dan Cui Xuemiao Li Lisha         | Niederlande Manon Kamminga Elma de Vries Bianca Roosenboom |
| Langstrecke          |                                                                 |                                                          |                                                            |
| 42195 m Marathon     | Francesca Lollobrigida                                          | Manon Kamminga                                           | Huang Yu Ting                                              |

## Männer
| Distanz              | Gold                                                            | Silber                                                                    | Bronze                                                                      |
| Bahn                 | Bahn                                                            | Bahn                                                                      | Bahn                                                                        |
| -------------------- | --------------------------------------------------------------- | ------------------------------------------------------------------------- | --------------------------------------------------------------------------- |
| 300 m Einzelsprint   | Andres Muñoz                                                    | Pedro Causil                                                              | Ioseba Fernandez                                                            |
| 500 m Sprint         | Andres Muñoz                                                    | Lo Wei Lin                                                                | Danny Sargoni                                                               |
| 1000 m Sprint        | Bart Swings                                                     | Alexis Contin                                                             | Ewen Fernandez                                                              |
| 10000 m Punkte-Auss. | Bart Swings                                                     | Alexis Contin                                                             | Fabio Francolini                                                            |
| 15000 m Ausscheidung | Peter Michael                                                   | Fabio Francolini                                                          | Alexis Contin                                                               |
| 3000 m Staffel       | Belgien Bart Swings Jore van den Berghe Tim Sibiet Ferre Spruyt | Italien Fabio Francolini Lorenzo Cassioli Andrea Angeletti Giovanni Conte | Frankreich Alexis Contin Ewen Fernandez Nicolas Pelloquin Gwendal Le Pivert |
| Straße               |                                                                 |                                                                           |                                                                             |
| 200 m Einzelsprint   | Pedro Causil                                                    | Ioseba Fernandez                                                          | Emanuelle Silva                                                             |
| 500 m Sprint         | Sebastian Arce                                                  | Andres Muñoz                                                              | Gwendal Lepivert                                                            |
| 10000 m Punkte       | Bart Swings                                                     | Felix Rijhnen                                                             | Fabio Francolini                                                            |
| 20000 m Ausscheidung | Alexis Contin                                                   | Lorenzo Cassioli                                                          | Fabio Francolini                                                            |
| 5000 m Staffel       | Kolumbien Andres Muñoz Pedro Causil Andres Agudelo              | Italien Lorenzo Cassioli Fabio Francolini Andrea Angeletti                | Frankreich Alexis Contin Ewen Fernandez Nolan Beddiaf                       |
| Langstrecke          |                                                                 |                                                                           |                                                                             |
| 42195 m Marathon     | Crispijn Ariens                                                 | Peter Michael                                                             | Bart Swings                                                                 |

## Medaillenspiegel
| Platz | Land                | Gold | Silber | Bronze | Gesamt |
| ----- | ------------------- | ---- | ------ | ------ | ------ |
| 1.    | Kolumbien           | 11   | 3      | 1      | 15     |
| 2.    | Italien             | 4    | 5      | 7      | 16     |
| 3.    | Belgien             | 4    | 0      | 1      | 5      |
| 4.    | Chinesisch Taipeh   | 2    | 3      | 2      | 7      |
| 5.    | Frankreich          | 1    | 2      | 5      | 8      |
| 6.    | Niederlande         | 1    | 2      | 1      | 4      |
| 7.    | Neuseeland          | 1    | 1      | 0      | 2      |
| 8.    | Chile               | 0    | 1      | 2      | 3      |
| 9.    | Volksrepublik China | 0    | 5      | 1      | 6      |
| 10.   | Spanien             | 0    | 1      | 1      | 2      |
| 11.   | Deutschland         | 0    | 1      | 0      | 1      |
| 12.   | Venezuela           | 0    | 0      | 2      | 2      |
| 13.   | Vereinigte Staaten  | 0    | 0      | 1      | 1      |